# كارلوس نونيز
كارلوس نونيز (بالبرتغالية: Carlos Nunes‏) (20 ديسمبر 1914 بالبرتغال - ) هو لاعب كرة قدم برتغالي في مركز الوسط. شارك مع منتخب البرتغال لكرة القدم. أما مع النوادي، فقد لعب مع نادي بورتو.

## وصلات خارجية
- كارلوس نونيز على موقع قاعدة بيانات كرة القدم.إي يو (الإنجليزية)
- كارلوس نونيز على موقع عالم كرة القدم.نت (الإنجليزية)